# The Civil Wars
The Civil Wars fue un dúo compuesto por los cantautores Joy Williams y John Paul White. Los dos se conocieron durante una sesión de composición en Nashville, Tennessee en 2008. Después de lanzar un álbum de presentación en vivo y un EP de cuatro canciones, su álbum , Barton Hollow, fue lanzado en 2011. La banda ganó el premio Grammy al Mejor Dúo / Grupo Performance Country y Mejor Álbum Folk en 2012.

## Historia

### 2008 a 2010
Williams y White se conocieron en 2008 durante una sesión de escritura en un estudio de música en Nashville, Tennessee. En una entrevista exclusiva, Williams dijo que el nombre de la banda se generó, "Mientras conducía por la ciudad mirando todos los monumentos de la Guerra Civil, pensé en todas las guerras que enfrentamos. Así que el nombre surgió de esa manera." Según su sitio web, el nombre del grupo, The Civil Wars, y su canción "Poison and Wine", sintetizan su dirección temática. Tienen que ver con lo bueno, lo malo y lo feo de las relaciones.
El dúo grabó su actuación en Decatur, Georgia el 8 de abril de 2009 y creó un EP Live at Eddie's Attic, que había sido solicitado a más de 500.000 veces como descarga gratuita en internet. En noviembre, el dúo lanzó una cámara digital EP, producida por Charlie Peacock, llamado Poison & Wine y el título de la canción fue incluida en el programa de televisión, Grey's Anatomy.

### 2011
El 1 de febrero de 2011, The Civil Wars lanzó su álbum debut, Barton Hollow. El álbum alcanzó el número 12 en el Billboard 200 charts y N º 1 en el Billboard Album Digital charts, vendiendo 25.000 copias en su primera semana y manteniéndose en el puesto número 1 en las listas de iTunes durante nueve días.
EL dúo se presentó en The Tonight Show with Jay Leno, en el Sundance Film Festival y en el Music Cafe de ASCAP. Joy y John aparecieron en el All Things Considered de NPR y se presentaron en el Los Angeles Times. Aparecieron también en A Prairie Home Companion y su video de "Barton Hollow" fue emitido en VH1. Fueron nominados para los CMT Awards en la categoría "Video del año por un dueto" y aparecieron en la portada de la revista Pollstar. The Civil Wars apareció por segunda vez en The Tonight Show with Jay Leno en mayo, fueron teloneros en el tour norteamericano de la cantante inglesa Adele, fueron nominados por Americana Music Awards en las categorías "Dúo/grupo del año" y "Nuevo artista del año", y tocaron en un concierto a beneficio por las víctimas del tornado de alabama de 2011.
En el verano de 2011, el dúo se presentó en la estación de radio de Los Ángeles KCRW, abrió varios shows de Emmylou Harris, y tocó en el Newport Folk Festival de Rhode Island. En septiembre volvieron a unirse al tour de Adele por Gran Bretaña y fuero nominados por los premios de la Country Music Association la categoría "Dúo del año" En octubre, durante su paso por Reino Unido, tocaron en el programa Later... Live y posteriormente, su álbum Barton Hollow debutó en el puesto número 22 en el UK Download Chart y número 54 en el UK Albums Chart la semana siguiente.
The New York Times escribió una crítica sobre el grupo en octubre, se presentaron en Late Show with David Letterman y aparecieron en la revista Interview. Recibieron el Vanguard Award en la 49.ª entrega anual de lo ASCAP Country Music Awards en noviembre.
Fueron portada en la edición de noviembre de Nashville Scene y fueron tema de discusión en el programa de radio Sound Opinions. The Civil Wars lanzó su sencillo navideño "Tracks in the Snow" en vinilo de 10" y como lado B, la versión digital de "O Come O Come Emmanuel", que fue "Single navideño de la semana" en iTunes
En noviembre de 2011, su álbum Barton Hollow fue nominado en los Grammy en las categorías "Mejor album folk" y "Mejor actuación country por grupo/dúo".
En diciembre, The Civil Wars se presentó en el Grand Ole Opry, y lanzaron el sencillo "Safe & Sound" con Taylor Swift y T-Bone Burnett para la película Los Juegos del Hambre.
Barton Hollow fue incluido en varias listas de mejores álbumes del 2011, incluyendo NPR Music, Paste, American Songwriter, Rough Trade, Time, iTunes, The Huffington Post,< Associated Press, The Tennessean, AllMusic.com y The Wall Street Journal. Rolling Stone, Entertainment Weekly, USA Today y Yahoo! Music escogieron al dúo como 'Mejor nuevo artista' y 'Nueva estrella de 2011'.